# Krówki

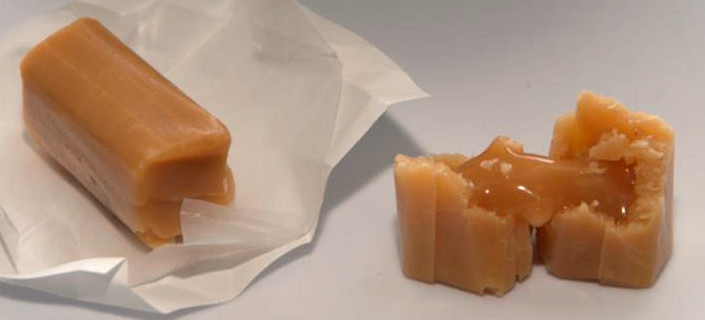
„Wyborowa krówka bełchatowska” – cukierki wytwarzane ręcznie. Świeże pomadki są ciągnące w całej objętości, z upływem czasu twardnieją tworząc charakterystyczną „łezkę” w środku.

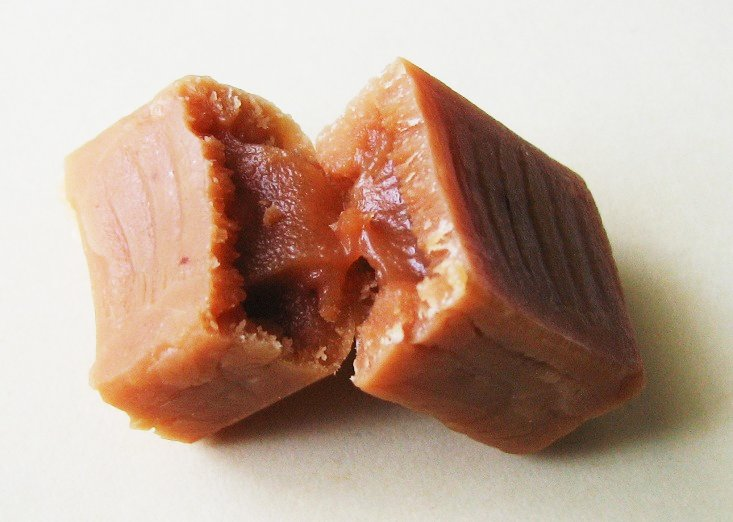
Przełamana na pół krówka produkowana maszynowo – w środku ciągliwa, lepka masa, a na zewnątrz krucha

Krówki (ciągutki mleczne, pomadki mleczne) – rodzaj polskich słodyczy, cukierki mleczne (kajmakowe) z miękkim, ciągliwym środkiem.
Konsystencja krówek wynika z czasu przechowywania po wyprodukowaniu. Krówka świeża jest ciągnąca w całej objętości, natomiast z upływem czasu w wyniku krystalizacji cukru zaczyna kruszeć od zewnątrz.
Krówki są wytwarzane ze specjalnych mas kajmakowych. Mleko, cukier (syrop) i masło miesza się i gotuje w dużej kadzi. Po kilku godzinach masę wylewa się na stół i studzi. Masa zastyga, po kilku dniach można ją pokroić i zapakować w papier. Krówki pakowane ręcznie są miękkie i ciągnące, a pakowane mechanicznie twardsze i bardziej suche.
Na skalę przemysłową krówki są obecnie wytwarzane w Polsce przez różne firmy, należąc do najbardziej popularnych gatunków typowo polskich słodyczy. Krówki wykorzystuje się w kuchni polskiej do przygotowywania domowej „masy krówkowej” (kajmakowej), używanej m.in. do tradycyjnych wielkanocnych mazurków.

## Lista produktów tradycyjnych
Krówki wpisane na Listę polskich produktów tradycyjnych Ministerstwa Rolnictwa i Rozwoju Wsi w kategorii „Wyroby piekarnicze i cukiernicze”:
- „Krówka opatowska” – cukierki wytwarzane od 1980 roku w powiecie opatowskim w województwie świętokrzyskim, wpisane na listę 7 lutego 2011[7]. Produkowane są przy niewielkim udziale maszyn, ręcznie krojone i ręcznie zawijane[7].
- „Krówka szczecinecka” – cukierki wytwarzane od 1971 roku w Szczecinku w województwie zachodniopomorskim, wpisane na listę 19 stycznia 2016[8].
- „Wyborowa krówka bełchatowska”– produkt wpisany na listę 30 listopada 2017, woj. łódzkie[1]
- „Krówka regulicka” – produkt wpisany na listę 15 maja 2020, woj. małopolskie
- „Krówka mleczna strzyżowska” – produkt wpisany na listę 9 czerwca 2020, woj. podkarpackie

## Historia

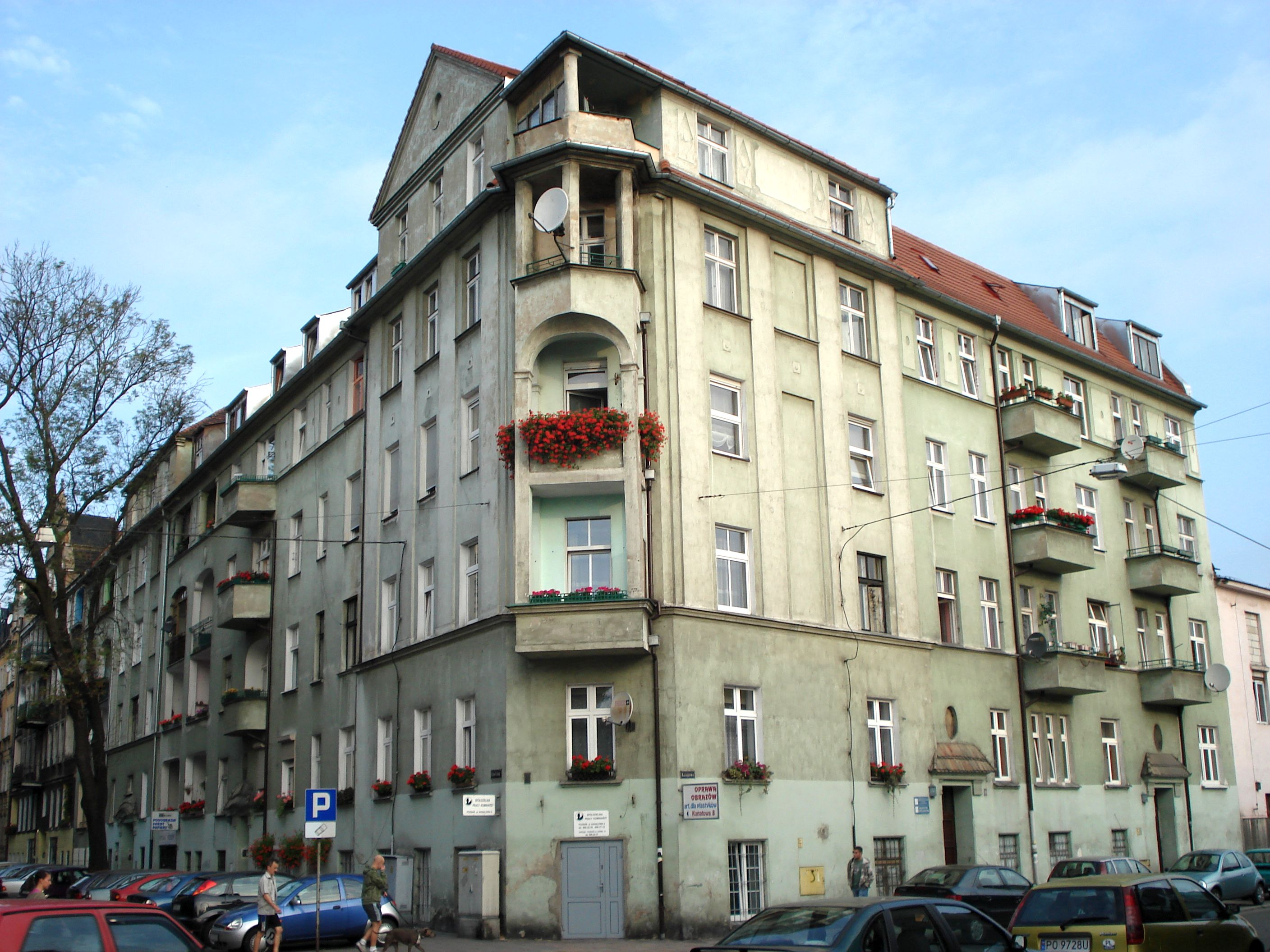
Kamienica ul. Kanałowa 8–9 (po lewej stronie) i Kolejowa 55–55a w Poznaniu, w latach 30. XX w. siedziba firmy Feliks Pomorski

Mianem „ojca” tych cukierków określany jest Feliks Pomorski (zm. 1963), który ich wytwarzania miał się nauczyć w dzieciństwie u swego wuja w Żytomierzu. Umiejętności te rozwinął na skalę przemysłową w Poznaniu, gdzie w latach 1921–1929 prowadził fabrykę słodyczy, mającą siedzibę przy ul. Strzeleckiej 9 i Szewskiej 9, a w latach 30. XX wieku przy ul. Kanałowej 9. Cukierki były zawijane w papierki z rysunkiem krowy, co przyczyniło się do szybkiego spopularyzowania nazwy. Po wysiedleniu przez Niemców w okresie okupacji Feliks Pomorski założył wytwórnię krówek w podwarszawskim Milanówku. Fabryka ta spłonęła zaraz po odwrocie armii niemieckiej, ale rodzina Pomorskich odbudowała ją i ponownie wznowiła produkcję krówek. W 1952 r. przedsiębiorstwo zostało upaństwowione i włączone w strukturę „Przemysłu Terenowego”, a następnie stało się częścią „Zakładów 22 Lipca”, które zostały utworzone na bazie przedwojennych zakładów E. Wedel. Feliks Pomorski zaczął wówczas produkować krówki w ogrodzie swojego domu w Milanówku, a jego przedsiębiorstwo przejął następnie jego syn, Leszek Pomorski, a następnie wnuk Piotr Pomorski. „Wytwórnia Cukierków L. Pomorski i Syn” istnieje do dziś.

## Odniesienia w nauce
Od cukierków tych pochodzi nazwa  gatunku chrząszcza Marcepania krowka.